# 염화 세트리모늄
염화 세트리모늄(Cetrimonium chloride)은 4차 암모늄 염이다.

## 용도
염화 세트리모늄은 계면활성제, 정전기 방지제, 국부 살균소독제 등으로 사용된다. 또, 샴푸나 린스 등 헤어 케어 제품의 조절제로 사용된다.

## 같이 보기
- 브로민화 세트리모늄